# ヴィットリオ・ジャンニーニ
ヴィットリオ・ジャンニーニ（Vittorio Giannini、1903年10月19日 - 1966年11月28日）は、イタリア系アメリカ人の作曲家。父のフェルッチョはテノール歌手、姉のドゥソリーナはソプラノ歌手であった。

## 経歴
ペンシルベニア州フィラデルフィア出身。奨学金を受けて1912年からミラノ音楽院で学び、1917年にはニューヨークに戻って、ジュリアード音楽院で研究を継続して卒業した。1939年にニューヨークで名声を確立する前に、ヨーロッパでオペラ作曲家として大きな成功を収めていた。ジュリアード音楽院、マンハッタン音楽学校、カーティス音楽学校で教職につき、1964年にはノースカロライナ芸術学校の創設に関わっている。弟子にはアルフレッド・リード、ジョン・コリリアーノなどがいる。新ロマン主義音楽の作風で知られ、オペラの作曲のかたわら、4つの交響曲、管弦楽曲、吹奏楽曲、ピアノ曲を残している。オペラでもっとも有名な作品は1953年の「じゃじゃ馬ならし」である。

## 作品

### 管弦楽
- 交響曲「ルーズベルトの思い出に」（1935）
- ピアノ協奏曲（1935）
- オルガン協奏曲（1937）
- 交響曲第1番（1950）
- ディヴェルティメント第1番（1953）
- 前奏曲とフーガ（1955）
- ディヴェルティメント第2番（1961）
- 交響曲第5番（1964）

### 吹奏楽
- 前奏曲とアレグロ（1958）
- 交響曲第3番（1958）
- 変奏曲とフーガ（1964）

### 声楽
- スターバト・マーテル（1922）
- レクイエム（1937）
- 詩篇第130編（1963）

### オペラ
- 緋文字（1937）
- じゃじゃ馬ならし（1953）
- 豊穣（1961）

### ピアノ
- ピアノソナタ（1963）

## 文献
- Simmons, Walter G. 2001. ""Giannini, Vittorio". The New Grove Dictionary of Music and Musicians, second edition, edited by Stanley Sadie and John Tyrrell. London: Macmillan Publishers.